# Ella Koblo Gulama
Ella Koblo Gulama OBE, GCOR (26 tháng 1 năm 1921 - 10 tháng 9 năm 2006)  là một thủ lĩnh và chính trị gia tối cao của Sierra Leone. Năm 1957, bà trở thành nữ thành viên Nghị viện đầu tiên được bầu tại Sierra Leone và toàn bộ châu Phi vùng phụ cận Sahara. Bà được bầu lại vào năm 1962. Trong chính quyền của Milton Margai, Gulama trở thành nữ Bộ trưởng Nội các đầu tiên của Sierra Leone và châu Phi Sahara.
Gulama đại diện cho Sierra Leone ở nước ngoài và các chuyến công du của bà đã đưa bà đi khắp Châu Phi, Châu Âu, Bắc Mỹ và Trung Đông. Năm 1957 với tư cách là chính khách của Bộ Ngoại giao, bà đã lưu diễn ở Hoa Kỳ trong 4 tháng, trong đó bà đã gặp Phó Tổng thống Richard Nixon.

## Tiểu sử

### Thời niên thiếu và sự nghiệp giáo dục
Vào ngày 21 tháng 1 năm 1921, Gulama được sinh ra tại một trong những gia đình quyền lực nhất của Sierra Leone tại thị trấn Moyamba, quận Moyamba thuộc tỉnh Nam Sierra Leone thuộc Anh. Mẹ bà là Lucy Gulama và cha bà là Paramount Julius Gulama đều là người dân tộc Mendes. Giống như cha mình, Chánh văn phòng Paramount Momoh Gulama, Julius là Chánh văn phòng của Paramount Kaiyamba.
Ella được đào tạo tại Trường nữ sinh Harford ở Moyamba và Trường Cao đẳng Sư phạm Phụ nữ, sau đó tại Trường Cao đẳng Fourah Bay ở Freetown.

### Kết hôn
Năm 1944, Gulama kết hôn với Trưởng Paramount là Bai Koblo Pathbana II của Marampa, Masimera Chiefdom, một người dân tộc Temne. Liên minh xuyên bộ lạc của họ là một dẫn chúng sáng chói về sự gắn kết dân tộc.
Từ 1944 đến 1952 Gulama cư trú tại Lunsar nơi bà là Tổng lãnh sự. Cặp vợ chồng có bảy người con, bao gồm Frances, Francis Obai, Jubilee, Alex Soccoh, June, Julius Maada và Jilo.
Koblo là người đa ngôn ngữ và nói thông thạo tiếng Anh, Mende, Temne và Sherbro.

### Sự nghiệp chính trị
Gulama có một sự nghiệp nổi bật trong chính trị và là một nữ lãnh đạo tiên phong. Cuộc sống của bà được xác định bởi các hoạt động của bà. Bà là thành viên của Đảng Nhân dân Sierra Leone (SLPP) mà cha bà đã giúp thành lập. Năm 1957 Gulama bắt đầu sự nghiệp chính trị và trở thành Thành viên của Hội đồng quận Moyamba. Bà là người phụ nữ đầu tiên được bầu vào Hạ viện Sierra Leone với tư cách là Thành viên chính của Paramount cho Quận Moyamba. Năm 1962, bà được bầu lại và Thủ tướng Milton Margai đã đưa bà trở thành Bộ trưởng Nội các. Bà là người phụ nữ đầu tiên giữ chức vụ bộ trưởng ở châu Phi hạ Sahara. Từ 1960 đến 1967 Gulama là Chủ tịch Liên đoàn các Tổ chức Phụ nữ ở Sierra Leone.
Trong thời gian cầm quyền, bà đã mở đường phố Moyamba và thuê một công ty xây dựng của Anh lắp đặt nước máy sạch.
Trong cuộc tổng tuyển cử năm 1967, Gulama đã giành lại được ghế của mình và đang phục vụ trong chính phủ của Albert Margai. Tuy nhiên, phe đối lập Toàn dân (APC) đã giành được đa số ghế nghị viện. Một cuộc đấu tranh quyền lực giữa các ứng cử viên, Margai của SLPP và Siaka Stevens của APC đã xảy ra sau đó, gây bất ổn đất nước và dẫn đến một cuộc đảo chính quân sự nhanh chóng.
Khi đảng APC của Stevens cuối cùng lên nắm quyền và bắt đầu sự kìm kẹp 30 năm của họ đối với Sierra Leone. Gulama bị buộc tội hợp tác với anh rể David Lansana trong cuộc đảo chính của ông chống lại Stevens. Bà bị bắt và bị giam tại nhà tù Đường Pademba trong hơn một năm. Sau đó, bà đã được miễn tội và được thả ra. Khi còn ở trong tù, Stevens đã bổ nhiệm chồng mình là Trưởng phòng Paramount Bai Koblo Pathbana II vào nội các của mình. Sự chấp nhận vị trí của người chồng bị ghẻ lạnh của bà đã củng cố cho mối quan hệ rằng mối quan hệ của Gulama với Sir Albert Margai không chỉ là một mối quan hệ chuyên nghiệp. Gulama bị buộc phải lưu vong trong một thời gian ngắn sau khi Albert Margai mất quyền lực.
Đầu những năm 1970, Gulama cải tổ sự nghiệp chính trị của mình và trở thành lãnh đạo của Tổ chức Phụ nữ APC của Quận Moyamba. Từ 1985 đến 1991 Gulama từng là chủ tịch của Tổ chức Phụ nữ Quốc gia (Sierra Leone). Năm 1992, bà tái đắc cử Chánh văn phòng Paramount của Kaiyamba Chiefdom. Gulama hợp tác với một số tổ chức phi chính phủ để phát triển cơ sở hạ tầng và nông nghiệp của Chánh văn phòng và quận của cô.

### Trong nội chiến Sierra Leone
Mặt trận Liên minh Cách mạng Sierra Leone (Revolutionary United Front, RUF) tàn phá Sierra Leone và tàn phá Quận Moyamba, giết chết hàng chục ngàn người và phá hủy mọi thứ mà Gulama đã dành cả đời để xây dựng. Khi phiến quân bắt đầu một chiến dịch ám sát mọi thủ lĩnh tối cao trong nước. Chánh Bunduka của quận Kailahun và Chánh văn phòng Paramount Bonai Fei của Bo đã bị phiến quân hành quyết dã man. Khi thủ lĩnh của Gulama bị tấn công và phiến quân đã bắn vào khu tập thể của bà và đốt cháy nó xuống đất. Gulama bị buộc phải tị nạn đến thủ đô Freetown của quốc gia.
Bà trở về Moyamba và bắt đầu xây dựng lại Quận trưởng và Quận Moyamba nhưng sức khỏe của Gulama bắt đầu thất bại. Tuy nhiên, bà đã có thể tiếp tục dịch vụ của mình đến đất nước của mình với Tập đoàn Đầu tư và Phát triển Xuất khẩu Sierra Leone (SLEDIC) (1994 - 1996) với tư cách là một trong những giám đốc của The Sierra Leone Commercial Bank Limited.

## Nữ quyền
Một trong những niềm đam mê của Gulama là thúc đẩy giáo dục cho trẻ em gái và cải thiện tình trạng nữ giới ở Sierra Leone. Bà phục vụ tại trường cũ của cô, Trường nữ sinh Harford với tư cách là thành viên của Hội đồng thống đốc. Gulama cũng là thành viên của Hội đồng tư vấn học bổng của chính phủ Sierra Leone và Ủy ban Bursary của Fourah Bay College.

## Giáo hội Giám lý Liên hiệp
Gulama là một Kitô hữu và rất tích cực tại United Churchist Church.Bà là phó chủ tịch Hội nghị Tài chính và Quản trị của nhà thờ từ năm 1985 đến năm 1991.

## Giải thưởng và danh dự
Bà là người nhận được một số giải thưởng, bao gồm MBE năm 1959, OBE năm 1965 từ Nữ hoàng Elizabeth vì "Dịch vụ công cộng với tư cách là Bộ trưởng không có danh mục đầu tư", và Giải thưởng Huân chương Rokel của Tổng thống Ahmed Tejan Kabbah.

## Qua đời
Gulama qua đời vào ngày 10 tháng 9 năm 2006. Vào ngày 24 tháng 9 năm 2006, hàng ngàn người thương tiếc đã tập trung để tham dự lễ tưởng niệm của bà tại Nhà thờ Công giáo Trinity United ở Moyamba. Tại đây, sự qua đời của bà được vinh danh là "một người phụ nữ thực chất", bởi Tổng thống Ahmed Tejan Kabbah, người nói thêm: 
 "Bà Ella Koblo-Gulama đã sống một cuộc đời mẫu mực, với tư cách là một người mẹ, người vợ và một nữ chính khách có sự dũng cảm đã giành được sự tôn trọng cao". 

## Huân chương
- Sierra Leone: Tổng tư lệnh của Rokel